# Upplands runinskrifter 802
Upplands runinskrifter 802 är en vikingatida runsten av granit vid Långtora kyrka, Långtora socken och Enköpings kommun. Runstenen är 1,14 meter hög och 1,28 bred. U 802 är ristad av en skicklig runristare, men det går inte att fastställa exakt vem. Ristningen har emellertid attribuerats till Äskil.

## Inskriften
Translitterering av runraden:
× uikikr × lit × raisa × stain × þan(s)(i) × aftiʀ × sm-... (s)un sin + is yas + trakia + batstr +
Normalisering till runsvenska:
Vikingʀ let ræisa stæin þannsi æftiʀ Sm[ið](?), sun sinn. Es vas drængia bæztr.
Översättning till nusvenska:
Viking lät resa denna sten efter Smed, sin son. Han var av unga män den bäste.